# Draadvinnigen
Draadvinnigen of draadvissen (Polynemidae) vormen een familie van baarsachtigen.

## Kenmerken
Deze zilvergrijze zeevissen variëren in lengte van 20 centimeter (Polydactylus nigripinnis) tot 200 centimeter (reuzenkapiteinvis (Eleutheronema tetradactylum) en Grote kapiteinvis (Polydactylus quadrifilis)). Ze leven vaak in scholen. Het lijf van de vis is langgerekt en torpedovormig. De staartvinnen zijn groot en gevorkt, een aanwijzing dat het snelle en wendbare vissen zijn.

## Leefwijze
Ze zijn erg tolerant tegen schommelingen in het zoutgehalte van het water en eten voornamelijk kreeftachtigen en kleinere vissen. De eieren van de vissen blijven drijven en vormen een deel van het plankton in het water. In Hawaï wordt geëxperimenteerd met het kweken van Polydactylus sexfilis, zodat de staat minder afhankelijk wordt van de import van vissen. 

## Verspreiding en leefgebied
Ze komen voor in in tropische tot subtropische wateren over de gehele wereld in open, ondiep water in gebieden met modderige of zanderige bodems, en zelden bij riffen. 

## Geslachten
Er zijn acht geslachten en ongeveer 40 soorten bekend.
- Eleutheronema Bleeker, 1862
- Leptomelanosoma Motomura & Iwatsuki, 2001
- Polydactylus Lacépède, 1803
- Filimanus Myers, 1936
- Parapolynemus Feltes, 1993
- Polynemus Linnaeus, 1758
- Galeoides
- Pentanemus